# در اکلاهمای سابق
فیلم در اکلاهمای سابق یا قدیم، محصول ۱۹۴۳ آمریکاست که در ژانر وسترن ساخته شده است، این فیلم با نام «جنگ گربه‌های وحشی» هم شناخته می‌شود.

از بازیگران این فیلم می‌توان به جان وین، مارتا اسکات و آلبرت دکر اشاره کرد. این فیلم دوبار نامزد جایزه اسکار شد که یک به خاطر موزیک متن فیلم بود و دیگر هم به خاطر ضبط صدا.

## داستان
داستان این فیلم به زمانی بر می‌گردد که عصر طلای سیاه یعنی نفت می‌باشد و بسیاری از مردم آمریکا در جستجوی نفت هستند و اکلاهما به دلیل داشتن زمین‌های وقفی از سوی دولت آمریکا بیشتر مورد توجه هست. داستان بدین گونه آغاز می‌شود که جیمز گاردنر که یکی از معروف‌ترین سرمایه دارای اکلاهماسا و ثروت خود را از یافتن نفت تهیه کرده است با خانمی (معلم مدرسه) به اسم آلن کاترین آشنا می‌شود و از او می‌خواهد که به اوکلاهما بیاید تا بتواند به رویایش یعنی تجربه دنیا دست پیدا کند ولی بعدها با سامرز (جان وین) آشنا می‌شود و در دل او علاقه‌ای نسبت سامرز ایجاد می‌شود، بعدها سامرز به نزد رئیس جمهور روزولت می‌رود و از او اجازه استخراج نفت در زمین سرخ پوست‌ها را می‌خواهد ولی او باید بتواند تا ۴ ماه دیگر ده هزار گالون را به تالسای اوکلاهما برساند، در غیر این صورت قرارداد باطل و کار به گاردنر سپرده خواهد شد و…

## نسخه‌های موجود
این فیلم در دو بسته دی وی دی و بلوری موجود می‌باشد.

## در ایران
ترجمه این فیلم در ایران توسط تیم ترجمه فارسی سابتایتل ارائه شده است.